# The Vagabond King (1956)
The Vagabond King (bra O Rei Vagabundo) é um filme estadunidense de 1956, do gênero drama romântico-histórico-musical, dirigido por Michael Curtiz para a Paramount Pictures.
Estrelado por Kathryn Grayson, Oreste Kirkop, Rita Moreno, Sir Cedric Hardwicke, Walter Hampden e Leslie Nielsen, é uma adaptação da opereta de 1925, The Vagabond King, de Rudolf Friml. Hampden interpreta o rei Luis 11. Mary Grant desenhou os figurinos do filme.
A tentativa de lançar o tenor maltês Oreste Kirkop como "o novo Caruso" redundou em fracasso: não fez sua carreira decolar e ainda arrastou para baixo a de Kathryn Grayson.

## Sinopse
Conta as aventuras do poeta François Villon, que salva Luís 11 dos distúrbios de Paris no século XV e ainda encontra tempo para flertar com sua sobrinha.

## Elenco
- Kathryn Grayson como Catherine de Vaucelles
- Oreste Kirkop como François Villon
- Rita Moreno como Huguette
- Sir Cedric Hardwicke como Tristan
- Walter Hampden como rei Luís 11 da França
- Leslie Nielsen como Thibault
- William Prince como Rene
- Jack Lord como Ferrebouc
- Billy Vine como Jacques
- Vincent Price como narrador